# Комушка (остановочный пункт)
Ко́мушка — остановочный пункт Восточно-Сибирской железной дороги на южной линии Улан-Удэ — Наушки. 
Расположен в Октябрьском районе города Улан-Удэ, столице Республики Бурятия, севернее микрорайона Новая Комушка.

## История
В 1939 году основана станция Комушка.
В октябре 1964 года началось регулярное пассажирское движение поездов по маршруту Улан-Удэ — Гусиное Озеро (впоследствии Улан-Удэ — Наушки).
Ныне здание вокзала законсервировано и выставлено на продажу. Станция используется как остановочный пункт.
Пригородное движение поездов по маршруту Улан-Удэ — Загустай (реформированный Улан-Удэ — Наушки) по южной ветке ВСЖД отменено в 2014 году.

## Дальнее следование по остановочному пункту
| № поезда | Маршрут движения | № поезда | Маршрут движения |
| -------- | ---------------- | -------- | ---------------- |
| 361      | Наушки — Иркутск | 362      | Иркутск — Наушки |